# Thomas Jefferson y la esclavitud

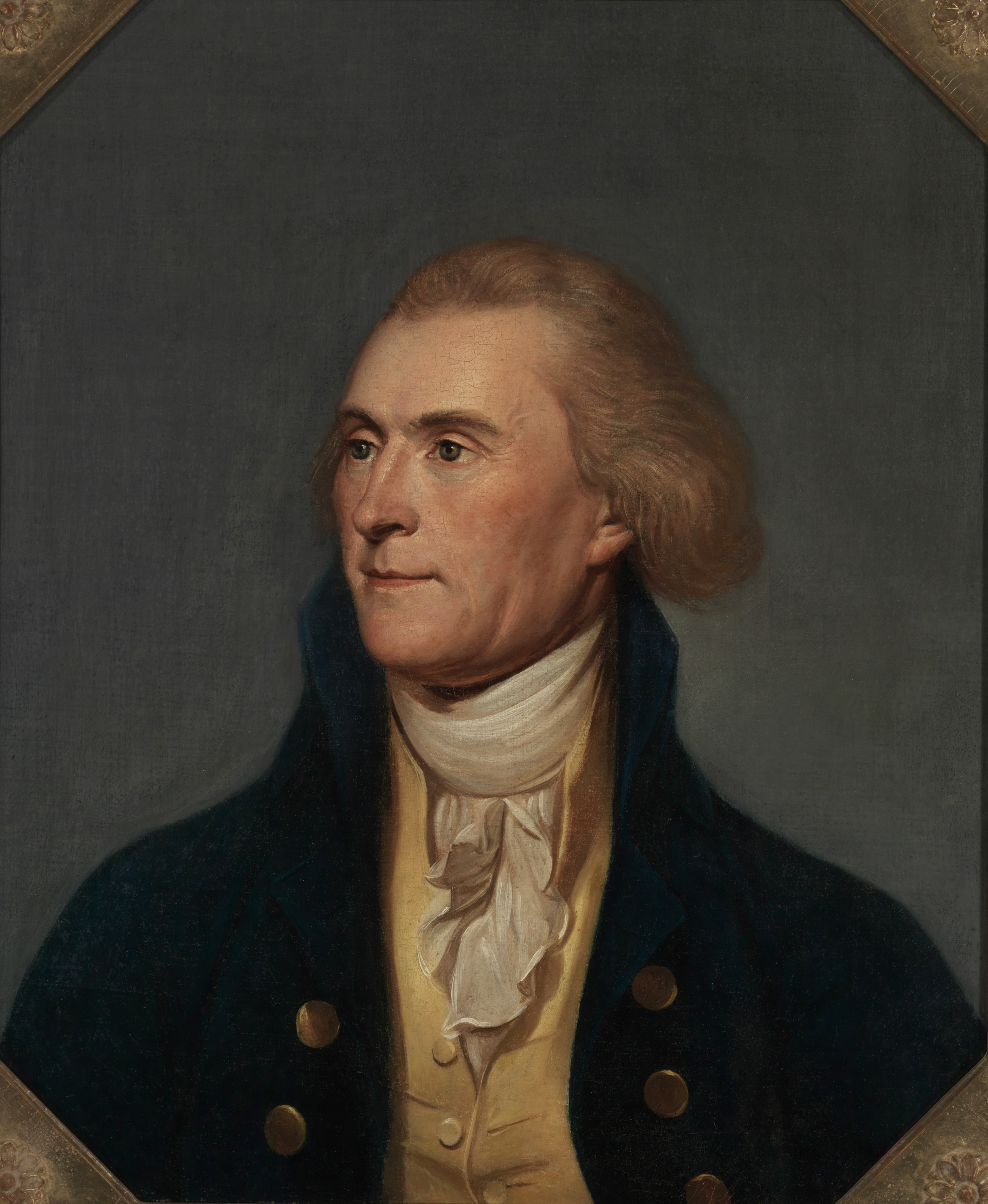
Thomas Jefferson, 1791

Thomas Jefferson, el tercer presidente de los Estados Unidos, fue dueño de más de 600 afroamericanos durante algunos períodos de su vida adulta. Jefferson liberó a dos de sus esclavos mientras vivía; otros siete fueron liberados después de su muerte. Jefferson se pronunció constantemente en contra de la trata atlántica de esclavos, propuso y obtuvo su prohibición en Virginia en 1779 cuando era allí legislador y la proscribió a nivel nacional mientras era presidente del país décadas más tarde. Abogó en privado por la emancipación gradual y la  colonización de esclavos ya en los Estados Unidos, en lugar de la manumisión inmediata.
Después de que Peter Jefferson murió en 1757, su patrimonio se dividió entre sus hijos Thomas y Randolph Jefferson. John Harvie Sr. luego se convirtió en el tutor de Thomas.  Thomas heredó aproximadamente de la tierra, incluido Monticello. Asumió la autoridad total sobre su propiedad a los 21 años. Jefferson también heredó 52 esclavos. En 1768, Jefferson comenzó la construcción de su plantación Monticello. A través de su matrimonio con Martha Wayles en 1772 y la herencia de su suegro John Wayles, en 1773 Jefferson heredó dos plantaciones y 135 esclavos más. En 1776, Jefferson era uno de los mayores plantadores de Virginia. Sin embargo, el valor de su propiedad (incluida la tierra y los esclavos) se vio cada vez más compensado por sus crecientes deudas, lo que le dificultaba mucho la liberación de cualquiera de sus esclavos. Según las leyes financieras vigentes de la época, los esclavos eran considerados "propiedad" y, por tanto, activos financieros.
Jefferson incluyó una cláusula en su borrador inicial de la Declaración de Independencia denunciando a George III por forzar el comercio de esclavos en las Trece colonias; esto fue eliminado de la versión final. En 1778, con el liderazgo de Jefferson, se prohibió la importación de esclavos en Virginia, una de las primeras jurisdicciones del mundo en hacerlo. Jefferson fue un defensor de toda la vida de poner fin al comercio de esclavos en el Atlántico y, como presidente, dirigió el esfuerzo para hacerlo ilegal, firmando una ley que fue aprobada en 1807, poco antes de que Gran Bretaña aprobara una ley similar.
En 1779, como una solución práctica, Jefferson apoyó la emancipación gradual, el entrenamiento y la colonización de los esclavos afroamericanos en lugar de la manumisión inmediata, creyendo que liberar a las personas no preparadas sin un lugar adonde ir y sin medios para mantenerse a sí mismas solo traería ellos desgracia. En 1784, Jefferson propuso una ley federal que prohibía la esclavitud en los Nuevos Territorios del Norte y del Sur después de 1800, que no logró aprobarse en el Congreso por un voto. Sin embargo, esta disposición se incorporó posteriormente a la legislación que establece el Territorio del Noroeste. En sus  Notas sobre el estado de Virginia , publicado en 1785, Jefferson expresó la creencia de que la esclavitud corrompía tanto a amos como a esclavos, y que la colonización gradual sería preferible a la manumisión inmediata.
La mayoría de los historiadores creen que después de la muerte de su esposa Martha, Jefferson tuvo una relación a largo plazo con su media hermana, Sally Hemings, una esclava en Monticello. Jefferson permitió que dos de los cuatro hijos supervivientes de Sally Hemings "escaparan"; los otros dos los liberó a través de su voluntad.  En 1824, Jefferson propuso un plan nacional para acabar con la esclavitud por parte del gobierno federal comprando niños esclavos afroamericanos por $ 12.50, criándolos y capacitándolos en ocupaciones de hombres libres y enviándolos al país de Santo Domingo, República Dominicana. En su testamento, Jefferson también liberó a otros tres hombres. En 1827, los 130 esclavos restantes se vendieron para pagar las deudas de la propiedad de Jefferson.

## Primeros años (1743–1774)

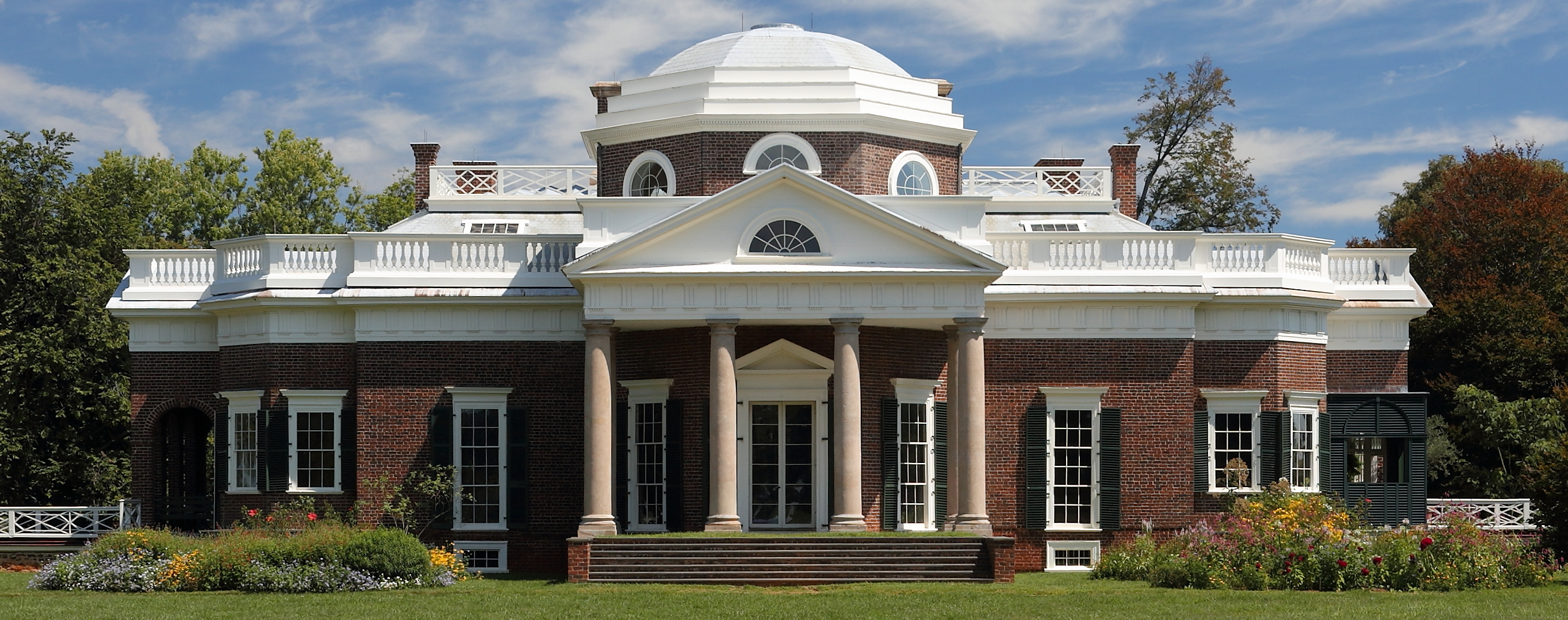
Monticello

Thomas Jefferson nació en la clase de plantador (plantador (sur de Estados Unidos)) de una "sociedad esclavista", como la definió el historiador Ira Berlin, en la que la esclavitud era el principal medio de producción laboral. Era hijo de Peter Jefferson, un prominente propietario de esclavos y especulador de tierras en Virginia, y Jane Randolph Jefferson, nieta de la nobleza inglesa y escocesa. Cuando Jefferson tenía 24 años, heredó 5000 acres (20,2 km²) de tierra, 52 individuos esclavizados, ganado, la notable biblioteca de su padre y un molino. En 1768, Thomas Jefferson comenzó la construcción de una mansión neoclásica conocida como Monticello, que daba a la aldea de su antigua casa en Shadwell, Virginia (Shadwell). 
Como abogado, Jefferson representó tanto a personas de color como a blancos. En 1770, defendió a un joven esclavo mulato en un traje de libertad, alegando que su madre era blanca y de nacimiento libre. Según la ley de la colonia de "partus sequitur ventrem", según la cual el niño tomó el estatus de madre, el hombre nunca debería haber sido esclavizado. Perdió el traje. En 1772, Jefferson representó a George Manly, el hijo de una  mujer libre de color, que demandó por la libertad después de haber sido retenido como sirviente contratado tres años después de la expiración de su mandato. . (La colonia de Virginia en ese momento obligaba a los hijos ilegítimos mestizos de mujeres libres como sirvientes contratados: hasta los 31 años para los hombres, con un plazo más corto para las mujeres). Una vez liberado, Manly trabajó para Jefferson en Monticello por salarios. En 1773, el año después de que Jefferson se casara con la joven viuda Martha Wayles Skelton, su padre murió. Ella y Jefferson heredaron su propiedad, que incluye 11.000 acres, 135 personas esclavizadas y 4.000 libras esterlinas de deuda. Con esta herencia, Jefferson se involucró profundamente con las familias interraciales y la carga financiera. Como viudo, su suegro John Wayles había tomado a su esclava mulata Betty Hemings como concubina y tuvo seis hijos con ella durante sus últimos 12 años.
Estos trabajadores forzosos adicionales hicieron de Jefferson el segundo mayor esclavista en el condado de Albemarle. Además, tenía casi 16.000 acres de tierra en Virginia. Vendió a algunas personas para pagar la deuda del patrimonio de Wayles. A partir de ese momento, Jefferson asumió las funciones de poseer y supervisar su gran propiedad, principalmente en Monticello, aunque también desarrolló otras plantaciones en la colonia. La esclavitud apoyó la vida de la clase de plantadores en Virginia.
En colaboración con Monticello, ahora el principal sitio de historia pública en Jefferson, el Smithsonian inauguró una exposición, "Esclavitud en Monticello de Jefferson: La paradoja de la libertad" (enero-octubre de 2012) en el Museo Nacional de Historia Estadounidense en Washington D. C.. Cubrió a Jefferson como dueño de esclavos y las aproximadamente 600 personas esclavizadas que vivieron en Monticello durante décadas, con un enfoque en seis familias esclavizadas y sus descendientes. Fue la primera exhibición nacional en el Mall para abordar estos problemas. En febrero de 2012, Monticello inauguró una nueva exposición al aire libre relacionada, "Paisaje de la esclavitud: Mulberry Row en Monticello", que "da vida a las historias de decenas de personas, esclavizadas y libres, que vivieron y trabajaron en los 5,000 acres de Jefferson."
Poco después de terminar su práctica legal en 1774, Jefferson escribió Una visión resumida de los derechos de la América británica, que se presentó al Primer Congreso Continental. En él, argumentó que los estadounidenses tenían todos los derechos de los ciudadanos británicos y denunció al rey Jorge por usurpar injustamente la autoridad local en las colonias. En cuanto a la esclavitud, Jefferson escribió: "La abolición de la esclavitud doméstica es el gran objeto de deseo en esas colonias, donde infelizmente fue introducida en su estado infantil. Pero antes de la emancipación de los esclavos que tenemos, es necesario excluir a todos nuevas importaciones de África; sin embargo, nuestros repetidos intentos de lograr esto mediante prohibiciones y mediante la imposición de derechos que podrían equivaler a una prohibición, hasta ahora han sido derrotados por la negativa de su majestad: prefiriendo así las ventajas inmediatas de unos pocos corsarios africanos a los intereses duraderos de los estados americanos, ya los derechos de la naturaleza humana, profundamente heridos por esta infame práctica".

## Periodo revolucionario (1775–1783)

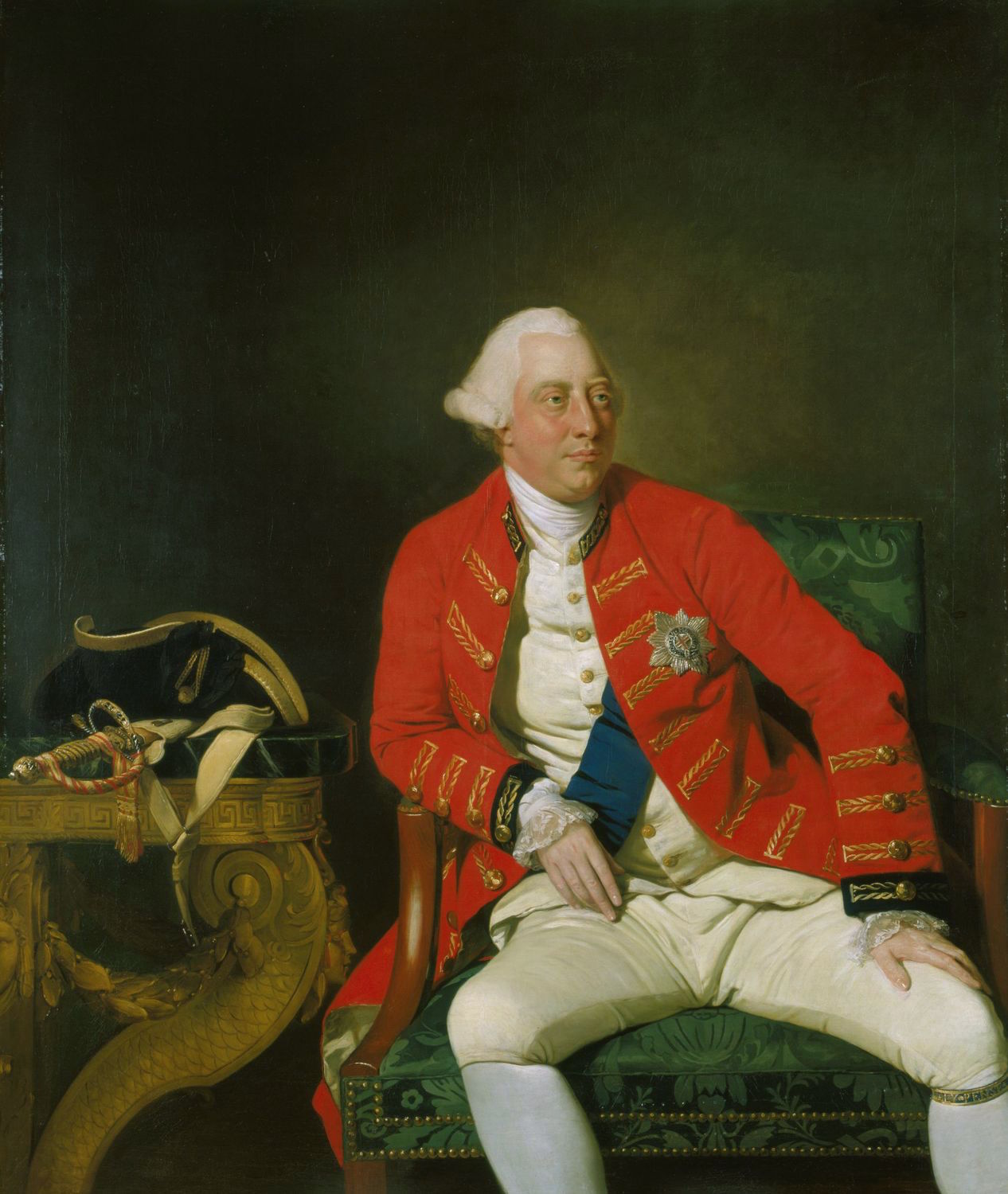
En el borrador original de la Declaración de Independencia, Jefferson acusó a King George III de forzar el comercio de esclavos en las colonias americanas y alentar revueltas de esclavos.

En 1775, Thomas Jefferson se unió al Congreso Continental como delegado de Virginia cuando él y otros en Virginia comenzaron a rebelarse contra el gobernador real de Virginia, John Murray, cuarto conde de Dunmore (Lord Dunmore). Tratando de reafirmar la autoridad británica sobre el área, Dunmore emitió una Proclamación en noviembre de 1775 que ofrecía libertad a los esclavos que abandonaban a sus amos patriotas y se unían a los británicos. La acción de Dunmore provocó un éxodo masivo de decenas de miles de trabajadores forzosos de las plantaciones en todo el sur durante los años de guerra; algunas de las personas que Jefferson mantuvo como esclavas también se fueron como fugitivos.
Los colonos se opusieron a la acción de Dunmore como un intento de incitar a una masiva rebelión de esclavos. En 1776, cuando Jefferson fue coautor de la Declaración de Independencia de los Estados Unidos, se refirió al Lord Gobernador cuando escribió: "Ha provocado insurrecciones domésticas entre nosotros", aunque la institución de la esclavitud en sí era nunca mencionado por su nombre en ningún punto del documento. En el borrador original de la Declaración, Jefferson insertó una cláusula condenando a George III por forzar el comercio de esclavos en las colonias estadounidenses e incitar a los afroamericanos esclavizados a "levantarse en armas" contra sus amos:

Ha librado una guerra cruel contra la naturaleza humana misma, violando sus derechos más sagrados de vida y libertad en las personas de un pueblo lejano que nunca lo ofendió, cautivándolos y llevándolos a la esclavitud en otro hemisferio o incurriendo en una muerte miserable en su transporte allí. Esta guerra pirata, el oprobio de los poderes infieles, es la guerra del Rey cristiano de Gran Bretaña. Decidido a mantener abierto un mercado donde los hombres deben comprarse y venderse, ha prostituido su negativa de suprimir todo intento legislativo de prohibir o restringir este comercio execrable. Y para que este conjunto de horrores no quiera ningún hecho de muerte distinguida, ahora está animando a esas mismas personas a levantarse en armas entre nosotros y a comprar esa libertad de la que los ha privado, asesinando a las personas a las que les ha impuesto. : pagando así antiguos crímenes cometidos contra las libertades de un pueblo, con crímenes que les insta a cometer contra la vida de otro.
 BlackPast,  La Declaración de Independencia y el Debate sobre la Esclavitud 

Sin embargo, el Congreso Continental, debido a la oposición del Sur, obligó a Jefferson a eliminar la cláusula en el borrador final de la Declaración. Jefferson se las arregló para hacer una crítica general contra la esclavitud al sostener que "todos los hombres son creados iguales". Jefferson no condenó directamente la esclavitud doméstica como tal en la Declaración, ya que el propio Jefferson era un propietario de esclavos. Según Finkelman, "los colonos, en su mayor parte, habían sido compradores deseosos y ansiosos de esclavos". El investigador William D. Richardson propuso que el uso de "HOMBRES" por parte de Thomas Jefferson en mayúsculas sería un repudio de aquellos que pueden creer que la Declaración no incluía esclavos con la palabra "Humanidad".
Ese mismo año, Jefferson presentó un borrador de la nueva Constitución de Virginia que contenía la frase "Ninguna persona que venga a este país en el futuro será sometida a esclavitud dentro del mismo bajo ningún pretexto". Su propuesta no fue adoptada.
En 1778, con el liderazgo y probablemente la autoría de Jefferson, la Asamblea General de Virginia prohibió la importación de personas para ser utilizadas como esclavas en Virginia. Fue una de las primeras jurisdicciones en el mundo en prohibir el comercio de esclavos, y todos los demás estados, excepto Carolina del Sur, lo siguieron antes de que el Congreso prohibiera el comercio en 1807.
Como gobernador de Virginia durante dos años durante la Revolución, Jefferson firmó un proyecto de ley para promover el alistamiento militar dando tierras a los hombres blancos, "un negro sano y saludable... o 60 libras esterlinas en oro o plata". Como era costumbre, trajo a algunas de las trabajadoras del hogar que tenía en la esclavitud, incluida Mary Hemings, para que sirvieran en la mansión del gobernador en Richmond. Frente a una invasión británica en enero de 1781, Jefferson y los miembros de la Asamblea huyeron de la capital y trasladaron al gobierno a Charlottesville, dejando atrás a los trabajadores esclavizados por Jefferson. Los británicos tomaron a Hemings y otras personas esclavizadas como prisioneros de guerra; luego fueron liberados a cambio de soldados británicos capturados. En 2009, las Hijas de la Revolución (DAR) honraron a Mary Hemings como  Patriota, lo que hizo que sus descendientes femeninas fueran elegibles para ser miembros de la sociedad del patrimonio.
En junio de 1781, los británicos llegaron a Monticello. Jefferson se había escapado antes de su llegada y se había ido con su familia a su plantación de Bosque de álamos al suroeste en el Condado de Bedford, Virginia, la mayoría de los que tenía como esclavos se quedaron en Monticello para ayudar a proteger sus objetos de valor. Los británicos no saquearon ni tomaron prisioneros allí. Por el contrario, Lord Cornwallis y sus tropas ocuparon y saquearon otra plantación propiedad de Jefferson, Elkhill en Condado de Goochland, Virginia, al noroeste de Richmond. De las 30 personas esclavizadas que tomaron como prisioneras, Jefferson afirmó más tarde que al menos 27 habían muerto de enfermedades en su campo.
Aunque afirmó desde la década de 1770 que apoyaba la emancipación gradual, como miembro de la Asamblea General de Virginia, Jefferson se negó a apoyar una ley para pedir eso, diciendo que la gente no estaba preparada. Después de que Estados Unidos obtuvo la independencia, en 1782 la Asamblea General de Virginia derogó la ley de esclavos de 1723 y facilitó que los propietarios de esclavos manumit a los esclavos. A diferencia de algunos de sus contemporáneos plantadores, como Robert Carter III, que liberó a casi 500 personas que tenían esclavos en su vida, o George Washington, que liberó a todas las personas esclavizadas que poseía legalmente, en su testamento de En 1799, Jefferson liberó formalmente a solo dos personas durante su vida, en 1793 y 1794.  Virginia no requirió que las personas liberadas abandonaran el estado hasta 1806. Desde 1782 hasta 1810, cuando numerosos propietarios de esclavos liberaron a personas esclavizadas, la proporción de negros libres en Virginia aumentó drásticamente de menos del 1% al 7,2% de los negros.

## Después de la revolución (1784-1800)
Algunos historiadores han afirmado que, como Representante del Congreso Continental, Thomas Jefferson escribió una enmienda o proyecto de ley que aboliría la esclavitud. Pero según Finkelman, "nunca propuso este plan" y "Jefferson se negó a proponer un plan de emancipación gradual o un proyecto de ley para permitir que los amos individuales liberaran a sus esclavos". Se negó a agregar la emancipación gradual como enmienda cuando otros se lo pidieron; dijo, "es mejor que esto se guarde." En 1785, Jefferson escribió a uno de sus colegas que los negros eran mentalmente inferiores a los blancos, afirmando que toda la raza era incapaz de producir un solo poeta.
El 1 de marzo de 1784, desafiando a la sociedad esclavista del sur, Jefferson presentó al Congreso Continental el "Informe de un Plan de Gobierno para el Territorio Occidental". "La disposición habría prohibido la esclavitud en * todos * los nuevos estados tallados en los territorios occidentales cedidos al gobierno nacional establecido bajo los Artículos de la Confederación." La esclavitud se habría prohibido ampliamente en los territorios del norte y del sur, incluidos los que se convertirían en Alabama, Misisipi y Tennessee. Su Ordenanza de 1784 habría prohibido la esclavitud completamente para 1800 en todos los territorios, pero fue rechazada por el Congreso por un voto debido a la ausencia de un representante de Nueva Jersey. Sin embargo, el 23 de abril el Congreso aceptó la Ordenanza de Jefferson de 1784 sin prohibir la esclavitud en todos los territorios. Jefferson dijo que los representantes del sur rechazaron su propuesta original. Jefferson solo pudo obtener un delegado del sur para votar por la prohibición de la esclavitud en todos los territorios.  La Biblioteca del Congreso señala, "La Ordenanza de 1784 marca el punto más alto de la oposición de Jefferson a la esclavitud, que es más silenciosa a partir de entonces".  En 1786, Jefferson comentó amargamente: "La voz de un solo individuo del estado dividido, o de uno de los que eran negativos, habría impedido que este abominable crimen se extendiera por el nuevo país. Así vemos el destino". de millones por nacer colgando de la lengua de un hombre, ¡y el cielo se quedó en silencio en ese terrible momento!" La Ordenanza de Jefferson de 1784 influyó en la Ordenanza de 1787, que prohibía la esclavitud en el Territorio del Noroeste.
Como secretario de Estado de los Estados Unidos, Jefferson emitió en 1795, con la autorización del presidente Washington, 40.000 dólares en ayuda de emergencia y 1.000 armas a los propietarios de esclavos franceses en Saint-Domingue (actual Haití) para reprimir un  rebelión de esclavos. El presidente Washington dio a los dueños de esclavos en Saint Domingue (Haití) $ 400,000 como reembolso por los préstamos que los franceses habían otorgado a los estadounidenses durante la Guerra Revolucionaria Estadounidense.
El 15 de septiembre de 1800, el gobernador de Virginia James Monroe envió una carta a Jefferson, informándole de una rebelión de esclavos estrechamente evitada por Gabriel Prosser. Diez de los conspiradores ya habían sido ejecutados, y Monroe le pidió consejo a Jefferson sobre qué hacer con los restantes.  Jefferson envió una respuesta el 20 de septiembre, instando a Monroe a deportar a los rebeldes restantes en lugar de ejecutarlos. Más notablemente, la carta de Jefferson implicaba que los rebeldes tenían alguna justificación para su rebelión en la búsqueda de la libertad, afirmando: "Los otros estados y el mundo en general nos condenarán para siempre si aceptamos un principio de venganza, o damos un paso más allá de la necesidad absoluta. No pueden perder de vista los derechos de las dos partes y el objeto de la fracasada".  Cuando Monroe recibió la carta de Jefferson, veinte de los conspiradores habían sido ejecutados. Siete más serían ejecutados después de que Monroe recibió la carta el 22 de septiembre, incluido el propio Prosser, pero otros 50 acusados acusados de la rebelión fallida serían absueltos, perdonados o se les conmutaría la pena.

## Como presidente (1801–1809)
En 1800, Jefferson fue elegido presidente de los Estados Unidos sobre Adams. Obtuvo más votos electorales que Adams, ayudado por el poder del sur. La Constitución dispuso que los esclavos se contaran como tres quintas partes de su población total, que se agregaría a la población total de un estado a los fines de la distribución y el colegio electoral. Los estados con grandes poblaciones de esclavos, por lo tanto, obtuvieron una mayor representación a pesar de que el número de ciudadanos votantes era menor que el de otros estados. Fue debido solo a esta ventaja de población que Jefferson ganó las elecciones.

### Esclavos trasladados a la Casa Blanca
Jefferson trajo esclavos de Monticello para trabajar en la Casa Blanca.   Trajo a Edith Hern Fossett y Fanny Hern a Washington D. C. en 1802 y aprendieron a cocinar cocina francesa en la Casa del Presidente por Honoré Julien. Edith tenía 15 años y Fanny 18. Margaret Bayard Smith comentó sobre la comida francesa, "La excelencia y habilidad superior de su cocinero francés [de Jefferson] fueron reconocidas por todos los que frecuentaban su mesa, porque nunca antes se habían ofrecido tales cenas en la Casa del Presidente". Edith and Fanny were the only slaves from Monticello to regularly live in Washington. No recibieron un salario, pero ganaron una propina de dos dólares cada mes.  Trabajaron en Washington durante casi siete años y Edith dio a luz a tres hijos mientras estaba en la Casa del Presidente, James, María y un niño que no sobrevivió hasta la edad adulta. Fanny tuvo un hijo allí. Sus hijos se quedaron con ellos en la Casa del Presidente.

### Independencia haitiana

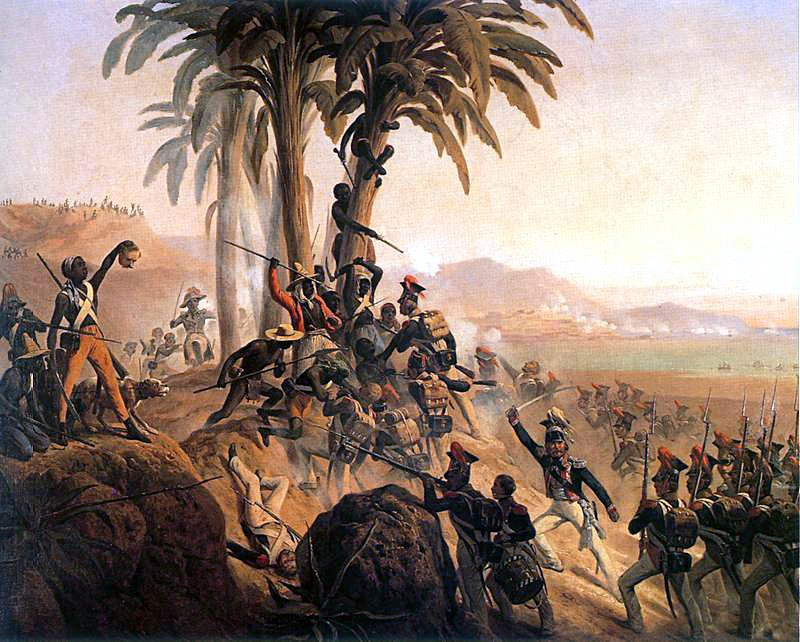
Jefferson temía que una violenta revuelta de esclavos, que estaba teniendo lugar en Haití, pudiera extenderse a los Estados Unidos.

Después de que Toussaint Louverture se convirtiera en gobernador general de Saint-Domingue tras una revuelta de esclavos, en 1801 Jefferson apoyó los planes franceses para recuperar la isla.  Aceptó prestarle a Francia 300.000 dólares "para ayudar a los blancos en la isla".  Jefferson quería aliviar los temores de los propietarios de esclavos del sur, que temían una rebelión similar en su territorio. Antes de su elección, Jefferson escribió sobre la revolución: "Si no se hace algo y pronto, seremos los asesinos de nuestros propios hijos".
En 1802, cuando Jefferson se enteró de que Francia estaba planeando restablecer su imperio en el hemisferio occidental, incluida la toma del territorio de Luisiana y Nueva Orleans de los españoles, declaró la neutralidad de los EE. UU. Conflicto caribeño.  Aunque negó crédito u otra ayuda a los franceses, permitió que los bienes y armas de contrabando llegaran a Haití y, por lo tanto, apoyó indirectamente a la Revolución Haitiana. Esto fue para promover los intereses de Estados Unidos en Luisiana.
Ese año y una vez que los haitianos declararon su independencia en 1804, el presidente Jefferson tuvo que lidiar con una fuerte hostilidad hacia la nueva nación por parte de su Congreso dominado por el sur. Compartió los temores de los plantadores de que el éxito de Haití alentaría rebeliones de esclavos similares y una violencia generalizada en el sur. El historiador Tim Matthewson señaló que Jefferson se enfrentó a un Congreso "hostil a Haití", y que "accedió a la política del sur, el embargo de comercio y no reconocimiento, la defensa de la esclavitud internamente y la denigración de Haití en el exterior". Jefferson desalentó la emigración de negros libres estadounidenses a la nueva nación.  Las naciones europeas también se negaron a reconocer a Haití cuando la nueva nación declaró su independencia en 1804.
Jefferson expresó ambivalencia sobre Haití. Durante su presidencia, pensó que enviar negros libres y esclavos contenciosos a Haití podría ser una solución a algunos de los problemas de Estados Unidos. Esperaba que "Haití finalmente demostrara la viabilidad del autogobierno negro y la laboriosidad de los hábitos de trabajo de los afroamericanos, justificando así la liberación y deportación de los esclavos" a esa isla. Esta fue una de sus soluciones para separar a las poblaciones. En 1824, el vendedor ambulante de libros Samuel Whitcomb, Jr. visitó a Jefferson en Monticello, y casualmente hablaron sobre Haití. Esto fue en vísperas de la mayor emigración haitiana (emigración haitiana) de negros estadounidenses a la isla-nación. Jefferson le dijo a Whitcomb que nunca había visto a los negros gobernarse bien a sí mismos y pensaba que no lo harían sin la ayuda de los blancos.

### Ley de emancipación de Virginia modificada
En 1806, con la preocupación en desarrollo por el aumento en el número de negros libres, la Asamblea General de Virginia modificó la ley de esclavos de 1782 para disuadir a los negros libres de vivir en el estado. Permitió la re-esclavitud de libertos que permanecieron en el estado por más de 12 meses. Esto obligó a los negros recién liberados a dejar atrás a sus parientes esclavizados. Como los propietarios de esclavos tenían que solicitar directamente a la legislatura obtener permiso para que los libertos manumitidos permanecieran en el estado, hubo una disminución en las manumisiones después de esta fecha.

### Terminada la trata internacional de esclavos

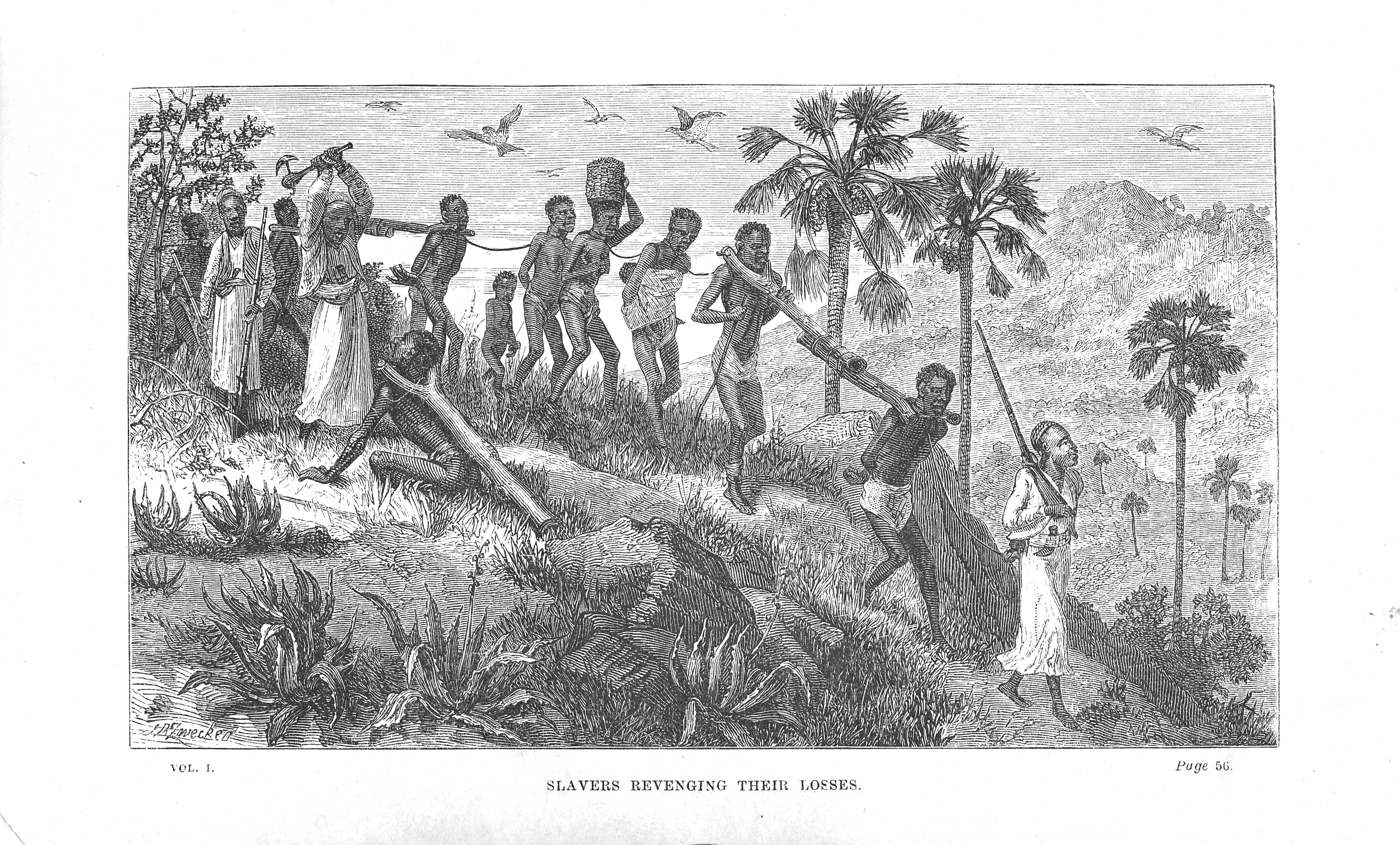
Jefferson prohibió el comercio internacional de esclavos el 2 de marzo de 1807.

En 1806, Jefferson denunció la trata internacional de esclavos y pidió una ley para convertirla en delito. Dijo al Congreso en su mensaje anual de 1806 que se necesitaba una ley de este tipo para "retirar a los ciudadanos de los Estados Unidos de toda participación futura en esas violaciones de los derechos humanos ... que la moral, la reputación y los mejores intereses de nuestro país". Hace tiempo que anhelaba proscribir ". El Congreso cumplió y el 2 de marzo de 1807, Jefferson firmó la Ley que prohíbe la importación de esclavos como ley; entró en vigor el 1 de enero de 1808 y convirtió en delito federal importar o exportar esclavos del extranjero.
En 1808, todos los estados, excepto Carolina del Sur, habían seguido el ejemplo de Virginia desde la década de 1780 al prohibir la importación de esclavos. Para 1808, con el crecimiento de la población esclava doméstica que permitió el desarrollo de una gran trata interna de esclavos, los propietarios de esclavos no opusieron mucha resistencia a la nueva ley, presumiblemente porque la autoridad del Congreso para promulgar dicha legislación estaba expresamente autorizada por la Constitución, y se anticipó plenamente durante la Convención Constitucional en 1787. Jefferson no dirigió la campaña para prohibir la importación de esclavos. El historiador John Chester Miller calificó los dos principales logros presidenciales de Jefferson como la Compra de Luisiana y la abolición del comercio internacional de esclavos.

## Jubilación (1810-1826)
En 1819, Jefferson se opuso enérgicamente a una enmienda de solicitud de estadidad de Misuri que prohibía la importación de esclavos domésticos y liberó a los esclavos a la edad de 25 años creyendo que destruiría o rompería la unión. En 1820, Jefferson, de acuerdo con su visión de toda la vida de que la esclavitud era un problema que debía decidir cada estado individual, se opuso a la intromisión del Norte en la política de esclavitud del Sur. El 22 de abril, Jefferson criticó el Compromiso de Misuri porque podría conducir a la ruptura de la Unión. Jefferson dijo que la esclavitud era un problema complejo y debía ser resuelto por la próxima generación. Jefferson escribió que el Compromiso de Misuri fue una "campana de fuego en la noche" y "el toque de la Unión". Jefferson dijo que temía que la Unión se disolviera, afirmando que "la cuestión de Missouri me despertó y me llenó de alarma". Con respecto a si la Unión permanecería durante un largo período de tiempo, Jefferson escribió: "Ahora lo dudo mucho".  En 1823, en una carta al juez de la Corte Suprema William Johnson, Jefferson escribió “este caso no está muerto, solo duerme. el jefe indio dijo que él no iba a la guerra por cada pequeña herida por sí solo; pero póngalo en su bolsa, y cuando estuvo llena, hizo la guerra ".

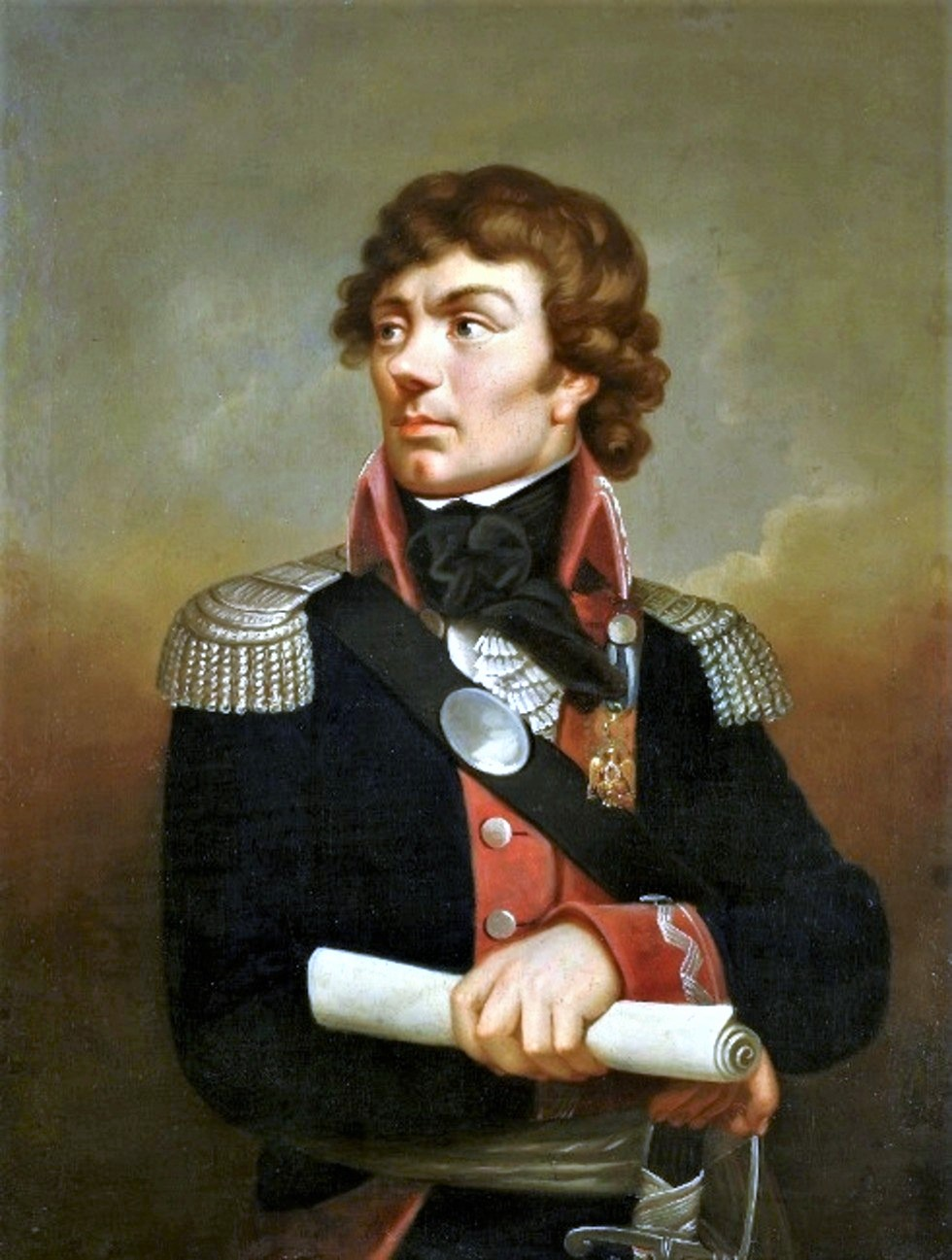
Tadeusz Kościuszko

En 1798, el amigo de Jefferson de la Revolución, Tadeusz Kościuszko, un noble y revolucionario polaco, visitó los Estados Unidos para cobrar los pagos atrasados del gobierno por su servicio militar. Confió sus activos a Jefferson con un testamento que lo dirigía a gastar el dinero estadounidense y las ganancias de su tierra en los EE. UU. Para liberar y educar a los esclavos, incluido el de Jefferson, y sin costo para Jefferson. El testamento revisado de Kościuszko declara: "Por la presente autorizo a mi amigo Thomas Jefferson a emplear la totalidad del mismo en la compra de negros de entre los suyos o de cualquier otro y darles la libertad en mi nombre". Kosciuszko murió en 1817, pero Jefferson nunca cumplió los términos del testamento: a los 77 años, se declaró incapaz de actuar como albacea debido a su avanzada edad. y las numerosas complejidades legales del legado: el testamento fue impugnado por varios miembros de la familia y estuvo atado en los tribunales durante años, mucho después de la muerte de Jefferson. Jefferson recomendó a su amigo John Hartwell Cocke, que también se opuso a la esclavitud, como albacea, pero Cocke también se negó a ejecutar el legado. En 1852, la Corte Suprema de los Estados Unidos otorgó la herencia, por entonces valorada en 50.000 dólares, a los herederos de Kościuszko en Polonia, habiendo dictaminado que el testamento no era válido.
Jefferson continuó luchando con la deuda después de servir como presidente. Usó algunos de sus cientos de esclavos como garantía para sus acreedores. Esta deuda se debió a su lujoso estilo de vida, larga construcción y cambios en Monticello, bienes importados, arte y problemas de por vida con deudas, desde heredar la deuda del suegro John Wayles hasta firmar dos billetes de 10,000 al final de su vida para ayudar a su querido. amigo Wilson Cary Nicholas, que resultó ser su golpe de gracia. Sin embargo, fue simplemente uno de los muchos otros que sufrieron deudas abrumadoras alrededor de 1820. También incurrió en deudas para ayudar a mantener a su única hija sobreviviente, Martha Jefferson Randolph, ya su numerosa familia. Se había separado de su esposo, que se había vuelto abusivo por alcoholismo y enfermedad mental (según diferentes fuentes), y trajo a su familia a vivir en Monticello.
En agosto de 1814, el plantador Edward Coles y Jefferson mantuvieron correspondencia sobre las ideas de Coles sobre la emancipación. Jefferson instó a Coles a que no liberara a sus esclavos, pero el joven se llevó a todos sus esclavos al Illinois y los liberó, proporcionándoles tierras para granjas.
Jefferson pudo haber tomado prestada de Suetonius, un biógrafo romano, la frase "lobo por las orejas", mientras sostenía un libro de sus obras. Jefferson caracterizó la esclavitud como un animal peligroso (el lobo) que no podía ser contenido ni liberado. Creía que los intentos de acabar con la esclavitud conducirían a la violencia. Jefferson concluyó la carta lamentando: "Lamento que ahora voy a morir en la creencia de que el sacrificio inútil de ellos mismos, por parte de la generación del 76. pasiones indignas de sus hijos, y que mi único consuelo es que vivo para no llorar por ello ". Después del Compromiso de Misuri, Jefferson se retiró en gran medida de la política y la vida pública, escribiendo "con un pie en la tumba, no tengo derecho a entrometerme en estas cosas".
En 1821, Jefferson escribió en su autobiografía que sentía que la esclavitud llegaría inevitablemente a su fin, aunque también sintió que no había esperanza de igualdad racial en Estados Unidos, afirmando: "Nada está escrito con mayor certeza en el libro del destino que estas personas [ negros] deben ser libres. Tampoco es menos cierto que las dos razas, igualmente libres, no puedan vivir en el mismo gobierno. La naturaleza, el hábito, la opinión ha trazado líneas indelebles de distinción entre ellas ".
El Congreso de los Estados Unidos finalmente implementó la colonización de esclavos afroamericanos liberados al aprobar la Ley de Comercio de Esclavos de 1819 promulgada por el presidente James Monroe. La ley autorizó la financiación para colonizar la costa de África con esclavos afroamericanos liberados. En 1824, Jefferson propuso un plan general de emancipación que liberaría a los esclavos nacidos después de una fecha determinada. Jefferson propuso que los niños nacidos en Estados Unidos fueran comprados por el gobierno federal por $ 12.50 y que estos esclavos fueran enviados a Santo Domingo.  Jefferson admitió que su plan sería liberal e incluso podría ser inconstitucional, pero sugirió una enmienda constitucional para permitir al Congreso comprar esclavos. También se dio cuenta de que separar a los niños de los esclavos tendría un costo humanitario. Jefferson creía que valía la pena implementar su plan general y que liberar a más de un millón de esclavos valía la pena los costos financieros y emocionales.

## Póstumo (1827-1830)
A su muerte, Jefferson estaba muy endeudado, en parte debido a su continuo programa de construcción. Las deudas gravaron su patrimonio y su familia vendió 130 esclavos, prácticamente todos los miembros de cada familia de esclavos, de Monticello para pagar a sus acreedores. Las familias de esclavos que habían estado bien establecidas y estables durante décadas a veces se dividían. La mayoría de los esclavos vendidos permanecieron en Virginia o fueron trasladados a Ohio.
Jefferson liberó a cinco esclavos en su testamento, todos varones de la familia Hemings. Esos eran sus dos hijos naturales, y el medio hermano menor de Sally John Hemings, y sus sobrinos  Joseph (Joe) Fossett y Burwell Colbert. Le dio a Burwell Colbert, quien había sido su mayordomo y ayuda de cámara, $ 300 para comprar suministros utilizados en el comercio de " pintor y vidriero". Le dio a John Hemings y Joe Fossett cada uno un acre en su tierra para que pudieran construir casas para sus familias. Su testamento incluía una petición a la legislatura estatal para permitir que los libertos permanecieran en Virginia para estar con sus familias, quienes permanecieron esclavizadas bajo los herederos de Jefferson.
Jefferson liberó a Joseph Fossett en su testamento, pero la esposa de Fossett (Edith Hern Fossett) y sus ocho hijos fueron vendidos en una subasta. Fossett pudo conseguir suficiente dinero para comprar la libertad de su esposa y sus dos hijos menores. El resto de sus diez hijos fueron vendidos a diferentes propietarios de esclavos. Los Fossett trabajaron durante 23 años para comprar la libertad de los hijos que les quedaban.

Nací y me crié como libre, sin saber que era un esclavo, y luego, de repente, a la muerte de Jefferson, lo subastaron y lo vendieron a extraños.
 Peter Fossett

En 1827, se llevó a cabo la subasta de 130 esclavos en Monticello. La venta duró cinco días a pesar del frío. Los esclavos trajeron precios superiores al 70% de su valor de tasación. En tres años, todas las familias "negras" de Monticello habían sido vendidas y dispersadas.

## Sally Hemings y sus hijos
Durante dos siglos, la afirmación de que Thomas Jefferson engendró hijos de su esclava, Sally Hemings, ha sido un tema de discusión y desacuerdo. En 1802, el periodista James T. Callender, después de que Jefferson le negara un puesto como director de correos, publicó acusaciones de que Jefferson había tomado a Hemings como una Concubinato y había tenido varios hijos con ella. John Wayles la mantuvo como esclava, y también fue su padre, así como el padre de la esposa de Jefferson, Martha. Sally era tres cuartos blanca y sorprendentemente similar en apariencia y voz a la difunta esposa de Jefferson.
En 1998, para establecer la línea de ADN masculino, un panel de investigadores llevó a cabo un estudio de Y-ADN de descendientes vivos del tío de Jefferson, Field, y de un descendiente del hijo de Sally, Eston Hemings. Los resultados, publicados en la revista " Nature", mostraron una coincidencia de ADN-Y con la línea masculina de Jefferson. En 2000, la Thomas Jefferson Foundation (TJF) reunió a un equipo de historiadores cuyo informe concluyó que, junto con el ADN y la evidencia histórica, existía una alta probabilidad de que Jefferson fuera el padre de Eston y probablemente de todos los Hemings. niños. W. M. Wallenborn, quien trabajó en el informe de Monticello, no estuvo de acuerdo, alegando que el comité ya había tomado una decisión antes de evaluar la evidencia, fue una "prisa por juzgar" y que las afirmaciones de la paternidad de Jefferson no tenían fundamento y eran políticamente impulsadas.
Desde que se hicieron públicas las pruebas de ADN, la mayoría de los biógrafos e historiadores han llegado a la conclusión de que el viudo Jefferson tenía una relación a largo plazo con Hemings. Otros académicos, incluido un equipo de profesores asociados con la Thomas Jefferson Heritage Society, sostienen que la evidencia es insuficiente para concluir la paternidad de Thomas Jefferson, y señalan la posibilidad de que otros Jefferson, incluido el hermano de Thomas Randolph Jefferson y sus cinco hijos, que a menudo confraternizaban con esclavos, podrían haber engendrado a los hijos de Hemings.
Jefferson permitió que dos de los hijos de Sally se fueran de Monticello sin manumisión formal cuando alcanzaron la mayoría de edad; otros cinco esclavos, incluidos los dos hijos restantes de Sally, fueron liberados por su voluntad tras su muerte. Aunque no fue liberada legalmente, Sally dejó a Monticello con sus hijos. Fueron contados como blancos libres en el censo de 1830.

## Vida esclava de Monticello

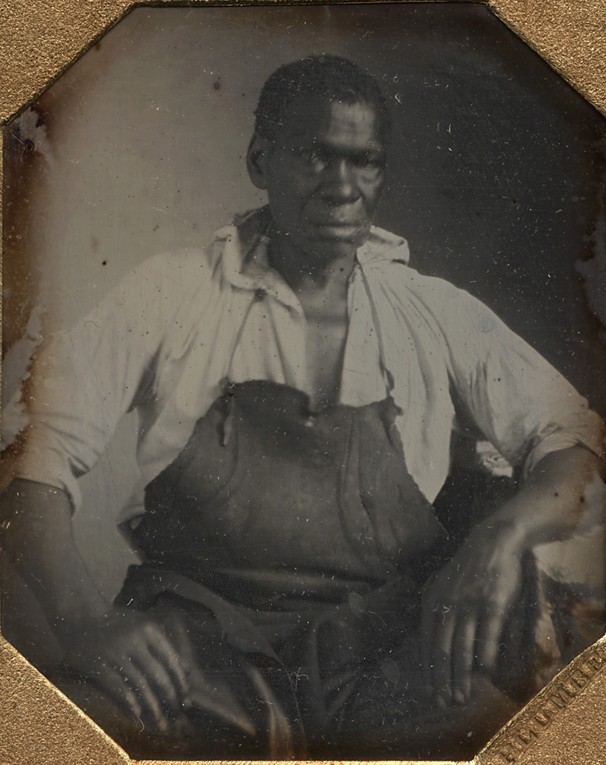
Isaac Jefferson, 1847, era un herrero esclavizado en Monticello.

Jefferson dirigió todas las facetas de las cuatro granjas de Monticello y dejó instrucciones específicas a sus supervisores cuando estaba fuera o de viaje. Los esclavos en la mansión,  molino, y el clavijero informaron a un supervisor general designado por Jefferson, y él contrató a muchos supervisores, algunos de los cuales fueron considerados crueles en ese momento. Jefferson hizo registros periódicos meticulosos sobre sus esclavos, plantas y animales, y el clima. Jefferson, en su diario "Farm Book", describió visualmente en detalle tanto la calidad como la cantidad de ropa de esclavos comprada y los nombres de todos los esclavos que recibieron la ropa. En una carta escrita en 1811, Jefferson describió su estrés y aprensión con respecto a las dificultades en lo que sentía que era su "deber" de procurar mantas deseables específicas para "esas pobres criaturas": sus esclavos.
Algunos historiadores han señalado que Jefferson mantuvo unidas a muchas familias de esclavos en sus plantaciones; el historiador Bruce Fehn dice que esto era consistente con otros dueños de esclavos en ese momento. A menudo había más de una generación de familias en la plantación y las familias eran estables. Jefferson y otros propietarios de esclavos trasladaron el "costo de reproducir la fuerza de trabajo a los propios trabajadores". Podría aumentar el valor de su propiedad sin tener que comprar esclavos adicionales. Trató de reducir la mortalidad infantil y escribió: "Una mujer que trae un hijo cada dos años es más rentable que el padrino de la granja".
Jefferson animó a los esclavizados en Monticello a "casarse". (Los esclavos no podían casarse legalmente en Virginia). Ocasionalmente compraba y vendía esclavos para mantener unidas a las familias. En 1815, dijo que sus esclavos "valían mucho más" debido a sus matrimonios. Los esclavos "casados", sin embargo, no tenían protección o reconocimiento legal bajo la ley; los amos podían separar "maridos" y "esposas" esclavas a voluntad.
La Fundación Thomas Jefferson cita las instrucciones de Jefferson a sus supervisores de no azotar a sus esclavos, pero señaló que a menudo ignoraban sus deseos durante sus frecuentes ausencias de casa. Según Stanton, ningún documento confiable retrata a Jefferson usando directamente la corrección física. Durante la época de Jefferson, algunos otros propietarios de esclavos también estaban en desacuerdo con las prácticas de azotar y encarcelar a los esclavos.
Los esclavos tenían una variedad de tareas: Davy Bowles era el conductor del carruaje, incluidos los viajes para llevar a Jefferson hacia y desde Washington D. C. o la capital de Virginia. Betty Hemings, una esclava mestiza heredada de su suegro con su familia, era la matriarca y jefa de las esclavas domésticas en Monticello, a quienes se les permitía una libertad limitada cuando Jefferson estaba fuera. Cuatro de sus hijas sirvieron como esclavas domésticas: Betty Brown; Nance, Critta y Sally Hemings. Las dos últimas eran medias hermanas de la esposa de Jefferson. Otra esclava doméstica era Úrsula, a quien había comprado por separado. El mantenimiento general de la mansión también estaba a cargo de los miembros de la familia Hemings: el maestro carpintero era el hijo de Betty John Hemings. Sus sobrinos Joe Fossett, como herrero, y Burwell Colbert, como mayordomo y pintor de Jefferson, también tuvieron papeles importantes. Wormley Hughes, nieto de Betty Hemings y jardinero, recibió libertad informal después de la muerte de Jefferson. Las memorias de la vida en Monticello incluyen las de Isaac Jefferson (publicado, 1843), Madison Hemings e Israel Jefferson (ambos publicados, 1873). Isaac era un herrero esclavizado que trabajaba en la plantación de Jefferson.
La última entrevista registrada de un ex esclavo fue con Fountain Hughes, entonces 101, en Baltimore, Maryland en 1949. Está disponible en línea en la Biblioteca del Congreso y la Biblioteca Digital Mundial . Nacido en Charlottesville, Fountain era descendiente de Wormley Hughes y Ursula Granger; sus abuelos estaban entre los esclavos domésticos propiedad de Jefferson en Monticello.